# Нидзё (замок)
Замок Нидзё (яп. 二条城 Нидзё:-дзё:) — укреплённая резиденция сёгунов рода Токугава в японском городе Киото. Замковый комплекс состоит из множества построек и нескольких садов. Центральное строение замка — дворец Ниномару. Площадь резиденции около 275 000 м², из которых 8000 м² занимают строения.
Замок Нидзё находится в районе Накагё города Киото, бывшей столицы Японии. Замок носит имя дороги, на которой он расположен. Замковый комплекс имеет два концентрических кольца укреплений, каждое из которых состоит из стены и широкого рва с водой. Трое ворот были расположены во внешней стене, двое — во внутренней. Замковый комплекс включает в себя замок Хоммару и замок Ниномару. Замок и сады Хоммару расположены во внутреннем кольце укреплений. Замок Ниномару, кухни, строение для охраны и ещё несколько садов расположены между этими двумя кольцами укреплений.
Строительство замка было начато по приказу сёгуна Токугавы Иэясу в 1601 году. Закончено строительство было в 1626 году, во время правления сёгуна Токугавы Иэмицу. Части замка Фусими были перенесены сюда в 1625—1626 годах. Так как Нидзё был возведён в основном из дерева, значительная его часть была уничтожена пожарами в 1788 и в 1791 годах. После падения сёгуната Токугава замок Нидзё перешел во владение императорской семьи и был переименован во дворец Нидзё. С 1939 года комплекс Нидзё был передан городской администрации Киото и с 1940 года круглогодично открыт для посетителей. С 1994 года он причислен к Всемирному наследию ЮНЕСКО — Исторический Киото. Входит также в число Национальных сокровищ Японии.

## История
Замок Нидзё был построен в 1603 году по приказу объединителя Японии Токугавы Иэясу. Он находился на берегу реки Хори по улице Нидзё, в киотском районе Накагё. Предшественниками этого замка были два одноимённых замка, построенные во второй половине XVI века на средства Оды Нобунаги. Первый построен в 1569 году для нужд сёгуна Асикаги Ёсиаки. Он располагался к западу от Императорского дворца, в районе квартала Муромати по улице Кагею (яп. 勘解由小路室町, かげゆこうじむろまち). В 1573 году, во время войны Нобунаги с сёгуном, замок сгорел. Строительство второго замка Нидзё продолжалось с 1576 по 1579 год. Он находился по улице Оси квартала Муромати, на восток от монастыря Мёкаку-дзи. Нобунага подарил новый замок принцу крови Санэхито, но в 1582 году здание снова сгорело во время беспорядков в Киото, в котором Нобунага и его сын погибли.
Строительство третьего замка Нидзё началось в 1601 году. Формально сооружение должно было выполнять роль столичной резиденции Токугавы Иэясу во время путешествий из восточнояпонского города Эдо. Фактически же его строили как торжественное место для вручения Иэясу должности сёгуна в 1603 году. Замок стал символом нового сёгуната в столице. В нём находился административный аппарат для надзора за ненадёжными западнояпонскими феодалами и Императорским двором. Замок имел 5-этажную главную башню и два небольших двора. В течение 1624—1626 годов, в правление сёгуна Токугавы Иэмицу, внука Иэясу, его расширили до современных размеров. В конце строительных работ замок посетил Император Го-Мидзуноо.
В 1750 году из-за удара молнии сгорела главная башня замка Нидзё. 18 годами позднее сгорел также главный дворец первого двора. Последний был отреставрирован в 1896 путём переноса ряда зданий из императорской виллы Кацура. Аутентичными сооружениями на территории замка остались Дворец второго двора, ворота карамон, Восточные, Западные, Северные ворота, а также юго-восточная и юго-западная угловые башни.
В течение 1634—1863 годов сёгуны не посещали столицу и не жили в замке. Им руководил столичный инспектор, который присматривал за спокойствием в Киото и политиками Императорского двора. В 1867 году в замке состоялось отречения от власти последнего сёгуна Токугавы Ёсинобу и возврат государственной власти Императору. С 1884 года замок получил статус императорской виллы. Впоследствии, в 1939 году, Император подарил его городу Киото, превратив в общественный музей.
Главной достопримечательностью замка является дворец второго двора. Он был построен между 1624—1644 годами. Главные ворота дворца Ниномару, лестница, большой зал, пальмовый зал, «чёрный кабинет», «белый кабинет» и ряд других составляющих дворца выполнены в архитектурном стиле «сёин-дзукури», присущем культуре Момояма. Коридоры и залы дворца украшены настенными и потолочными росписями художниками японской школы декоративной живописи Кано. В частности, картины «белого кабинета» принадлежат кисти художника Кано Коя, а росписи «чёрного кабинета» — художникам Кано Наонобу и Кано Танъю. Рядом с дворцом находится старый сад, разбитый в начале XVII века садовником Кобори Энсю

## Замок Ниномару
Замок Ниномару занимает площадь, равную 3300 м². Он выдержан в классическом японском стиле: пол застелен татами, косяки стен украшены различными орнаментами с животными и растениями. Каждая комната имеет три стены, таким образом каждая комната соединена с коридором единым пространством. В замке присутствуют три больших зала: Охирома-но ма и Ни-но ма предназначались для официальных встреч, Охирома сан-но ма служил комнатой ожидания для тодзама-даймё.

## Сады
На территории замка расположены несколько садов, вишневых рощ и деревьев японской сливы. Сад Ниномару включает в себя пруд, в котором есть три островка, экспозицию из искусно подобранных и расставленных камней и топиара. Сад Сэйрю-эн был создан в 1965 году и знаменит тем, что там проводят официальные приемы для гостей города и чайные церемонии для горожан. Он также украшен одной тысячью камней.